# Asociación Civil por la Igualdad y la Justicia
La Asociación Civil por la Igualdad y la Justicia (ACIJ), es una organización no gubernamental, que se declara apartidaria, y tiene por objetivo «la defensa de los derechos de los grupos más desfavorecidos de la sociedad y el fortalecimiento de la democracia en Argentina». Para alcanzarlo, cuenta con un cuerpo de jóvenes profesionales, y un Consejo Honorario compuesto por reconocidos académicos.
ACIJ lleva adelante una política de transparencia respecto a los fondos con los que se financia declarando que dado que a sus objetivos «concierne a la promoción de la transparencia de los distintos organismos gubernamentales (...) consideramos fundamental proyectar y promover los mismos valores de transparencia a las prácticas de las organizaciones de la sociedad civil.».  Aseguran no recibir donaciones de empresas que provean servicios públicos u ocupen roles dominantes en los mercados, ni de empresas que actual o potencialmente puedan estar directa o indirectamente relacionadas con las áreas de trabajo o incidencia de la asociación. En tal sentido, en su sitio web publican balances bianuales y una lista de donantes destacados.

## Historia
Muchos de los fundadores comenzaron en 1999 a trabajar en la promoción y defensa del Derecho de Interés Público en la Clínica Jurídica de la Universidad de Palermo. Desde 2002 que decidieron formar la organización y comenzaron a trabajar en ese sentido. El 12 de marzo de 2003 le fue reconocida la personería jurídica como asociación civil sin fines de lucro por la IGJ, mediante la resolución 231/03.

## Consejo Honorario
La composición del consejo honorario es la siguiente:
| Miembro            | Período | Período | Detalles                                                                      |
| Miembro            | Inicio  | Fin     | Detalles                                                                      |
| ------------------ | ------- | ------- | ----------------------------------------------------------------------------- |
| Martín Böhmer      |         |         | Decano de la Facultad de Derecho de la Universidad de Palermo                 |
| Víctor Ferreres    |         |         | Profesor de la Universidad Pompeu Fabra, España                               |
| Owen Fiss          |         |         | Profesor de la Universidad de Yale, Estados Unidos                            |
| Roberto Gargarella |         |         | Profesor de las universidades argentinas Di Tella y de Buenos Aires           |
| Alejandro Garro    |         |         | Profesor de la Universidad de Columbia, Estados Unidos                        |
| Catalina Smulovitz |         |         | Profesora de la Universidad Di Tella                                          |
| Joan Vermeullen    |         |         | Fundadora de New York Lawyers for the Public Interest (NYLPI), Estados Unidos |